# Třešť
Třešťⓘ (niem. Triesch) – miasto w Czechach, w kraju Wysoczyna.
Nazwa Třešť jest w języku czeskim rzeczownikiem rodzaju żeńskiego, a nie męskiego. Odmienia się według wzoru miękkiego: Třešti w celowniku, bierniku, narzędniku i miejscowniku, stąd o Třešti, nie o Třeštiu, w dopełniaczu Třeště.
Według danych z 31 grudnia 2003 powierzchnia miasta wynosiła 4699 ha, a liczba jego mieszkańców 5979 osób.

## Demografia
| Rok             | 1970 | 1980 | 1991 | 2001 | 2003 | 2018 |
| --------------- | ---- | ---- | ---- | ---- | ---- | ---- |
| Liczba ludności | 5578 | 5805 | 5948 | 5933 | 5979 | 5766 |

Źródło: Czeski Urząd Statystyczny